# Beni Rached
Beni Rached è un comune dell'Algeria, situato nella provincia di Chlef.